# 생물반응기

일반적인 연속반응식 생물반응기의 모식도

생물반응기(生物反應器, 영어: bioreactor)는 생물학적인 활성화 환경을 조성하기 위해 공학적으로 제작 및 설계된 기계장치를 말한다. 말하자면, 생물반응기란 생물체에서 추출한 유기물, 혹은 생화학적으로 활성화된 물질의 화학 반응을 일으키는 용기와 같은 것이다. 이 과정은 호기성 혹은 혐기성일 수 있다. 이러한 생물반응기는 보통 리터에서 입방미터 단위로, 원통형태이며 주로 스테인리스강으로 제작된다.
생물반응기는 세포 배양이라는 측면에만 집중한다면 세포나 조직을 배양하기 위한 장치나 시스템만을 가리킬 수도 있다. 이러한 장치들은 조직공학이나 생화학공학에서 사용하기 위해 개발되고 있다.
작동 방식을 기준삼아, 생물반응기는 회분식, 유가식, 연속식 등으로 나뉜다(예: 연속교반형 반응기 등). 연속배양기의 예로 키모스타트(chemostat)가 있다.
생물반응기에서 생장하는 유기물은 액체배지에 잠기거나 고체배지 표면에 부착할 수 있다. 배양액은 현탁화(suspension) 혹은 고정화(immmobilized)하는 것이 가능하다. 현탁화 배양기는 특수한 부착면이 필요하지 않고, 고정화 배양액에 비해 훨씬 많은 양을 운용할 수 있다. 하지만, 연속식으로 운용되는 중에는 폐배양액이 제거될 때 유기물이 함께 제거된다.
고정화는 광범위한 종류의 세포 혹은 입자가 부착되는 것을 의미하는 용어이다. 고정화는 효소, 세포소기관, 동물세포, 식물세포를 포함한 생체촉매 전반에 적용할 수 있는 개념이다. 이러한 고정화는 유기물이 폐배양액과 함께 빠져나가지 않기 때문에 연속식 반응과정에 특히 유용하지만, 미생물 등이 관 표면에만 부착될 수 있기 때문에 크기가 제한된다는 단점이 있다.

## 같이 보기
- 생명공학기술
- ATP 테스트

## 참고 문헌
- Pauline M Doran, Bio-process Engineering Principles, Elsevier, 2nd ed., 2013 ISBN 978-0-12-220851-5